# Doğanyurt, Hakkâri
Doğanyurt là một xã thuộc thành phố Hakkâri, tỉnh Hakkâri, Thổ Nhĩ Kỳ. Dân số thời điểm năm 2011 là 458 người.